# El Conquistador FM
El Conquistador FM es una cadena de radio chilena ubicada en el 91.3 MHz del dial FM en Santiago de Chile, de línea editorial conservadora, que inició sus transmisiones el 1 de marzo de 1962, originalmente por el 91.7 MHz. Cuenta con una red de 39 emisoras a lo largo de Chile, también transmite vía Internet en el resto del país y en todo el mundo. La familia Molfino-Bürkert es la propietaria de la radio.
A diferencia de la gran mayoría de radios, El Conquistador cuenta, dependiendo de la estación, con programación y publicidad local. Estas forman diferentes redes, como lo son: Red Los Lagos, Red Concepción, Red Viña del Mar, etc.

## Historia
Fue la primera estación de radio en Chile en transmitir exclusivamente en frecuencia modulada —Radio Splendid en 1959 fue la primera FM en Chile y Sudamérica, sin embargo era una transmisión simultánea de la señal que emitía en amplitud modulada—, transmitiendo de manera exclusiva e independiente en la banda FM. En 1964, inauguró las transmisiones con sonido estereofónico y tiempo después el sonido cuadrafónico en 1979, además de ser la primera radio nacional en contar con transmisión en línea vía Internet en 1996 mediante el sistema RealNetworks con ayuda de Interaccess. En 2005, implementó la transmisión de mensajes mediante RDS (Radio Data System), sin embargo, solo se limita a transmitir el nombre de la emisora y sus repetidoras más cercanas.
Por más de casi 45 años, El Conquistador tuvo un formato easy listening basado en música instrumental, estándares y éxitos anteriores a 1990. En marzo de 2007 adoptó un formato adulto contemporáneo, el cual introdujo éxitos de los ’90 y posteriores. Sin embargo, a partir de 2015, la parrilla musical pasó a ser dominada por éxitos pop de los ’80 en adelante, concentrándose en canciones más recientes. Sin embargo, se han mantenido ciertos programas de la época de Lorenz Young, tales como Sintonía Fina (música clásica), Solos en la Noche (new age) y Canciones y Aires de Nuestra Tierra (folklore chileno) el cual estuvo ininterrumpidamente desde 1962 hasta 2023.
Los estudios centrales de El Conquistador FM, ubicados en Huechuraba, sufrieron un incendio el 8 de abril de 2025 que destruyó parte de las instalaciones. La causa del siniestro, posiblemente, sería una falla de uno de los sistemas de aire acondicionado del inmueble. El radiocontrolador de turno, el único trabajador que se encontraba en las dependencias a la hora de la emergencia, alertó a bomberos sobre la misma y logró salir ileso.

## Formato y programas
Además de sus estudios ubicados en calle El Conquistador del Monte 4644, Parque Industrial El Rosal, Huechuraba, Santiago, El Conquistador presenta estaciones y transmisiones locales propias las 24 horas del día en Antofagasta, La Serena/Coquimbo, Gran Valparaíso, Gran Concepción, Temuco y Valdivia.
Dentro de las señales anteriormente mencionadas, se destaca la denominada El Conquistador Red Norte, con sede en Antofagasta, la cual transmite programación y publicidad local en conjunto con transmisión desde la matriz de El Conquistador FM en Santiago, se retransmite en Iquique pero a diferencia de las 2 ciudades anteriores, es posible escuchar El Conquistador en dos señales en algunas ciudades, tanto la señal nacional como Red Norte, son frecuencias dónde anteriormente transmitieron emisoras como Radio Para Ti y X FM, Arica 101.3 MHz junto con la señal 106.7 MHz nacional, Calama 89.9 MHz junto con la señal 88.7 MHz nacional (ex 107.5 MHz Para Ti-X FM), San Antonio 92.3 MHz (ex 92.1 MHz Para Ti-X FM) junto con la señal 98.3 MHz nacional, Pichilemu 91.3 MHz junto con la señal 94.5 nacional y  Constitución 88.7 MHz junto con la señal 103.5 MHz nacional.
Algunos de sus programas más recordados son los de temática musical como La reunión musical selecta, Joyas musicales o Solos en la noche. En cuanto a espacios de conversación, se recuerda a La hora de los búhos (primero llamado La hora del búho) que estuvo al aire entre marzo de 1997 y febrero de 2007, bajo la conducción del fallecido locutor Javier Miranda, quien fue acompañado primero por el periodista Eduardo Palacios, luego por el empresario gastronómico Raúl Correa Brahm y más tarde oir el periodista y presentador de televisión Eduardo Fuentes y Sentido común que debutó en marzo de ese año con la conducción de Tomás Cox y Eduardo Fuentes, y que continúa al aire con otros conductores como el periodista Juan José Lavín y Lorena Medel.